# Antitauromaquia

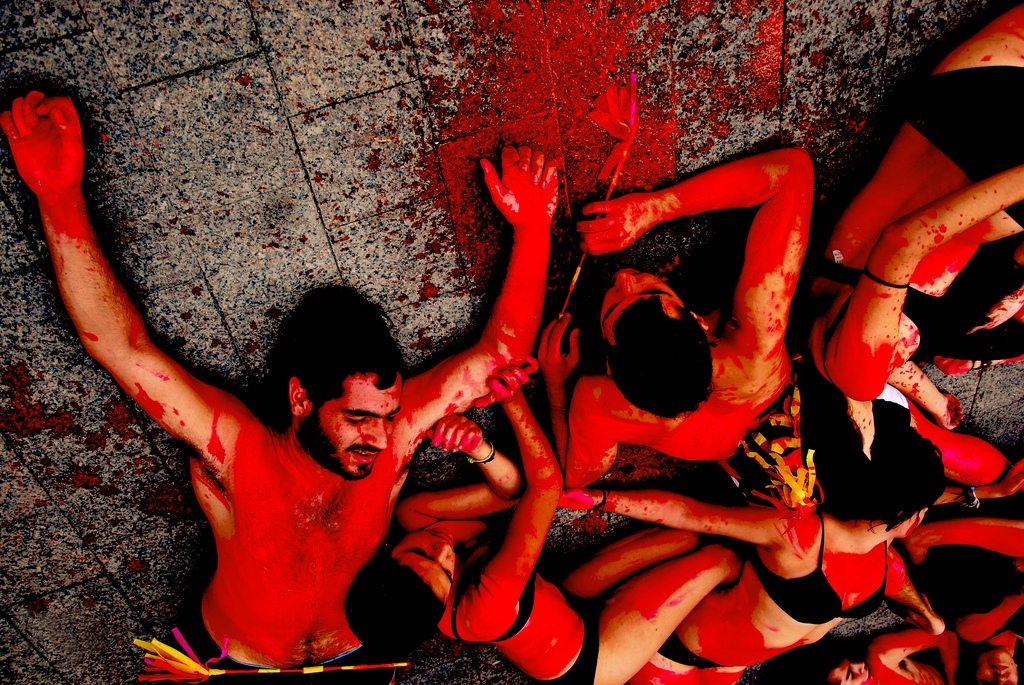
Acto antitaurino en Murcia en 2009.

Se conoce como antitauromaquia al activismo  que se opone a la utilización de toros en  espectáculos o festejos.  Se dirige principalmente contra los que implican la muerte del animal, como las corridas de toros, pero también contra otras actividades que pueden herirlos o lesionarlos, aunque no sea ese el objetivo.

## Historia

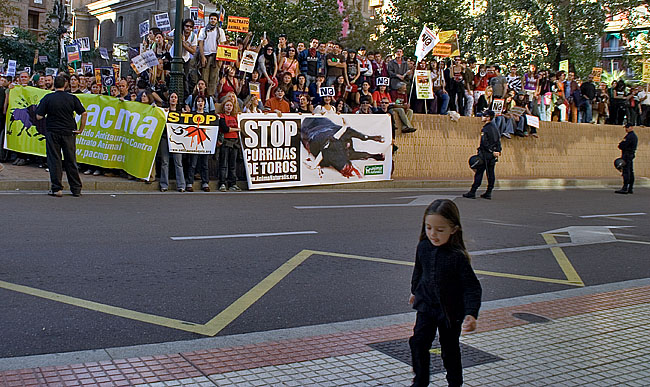
Manifestación antitaurina en Zaragoza.

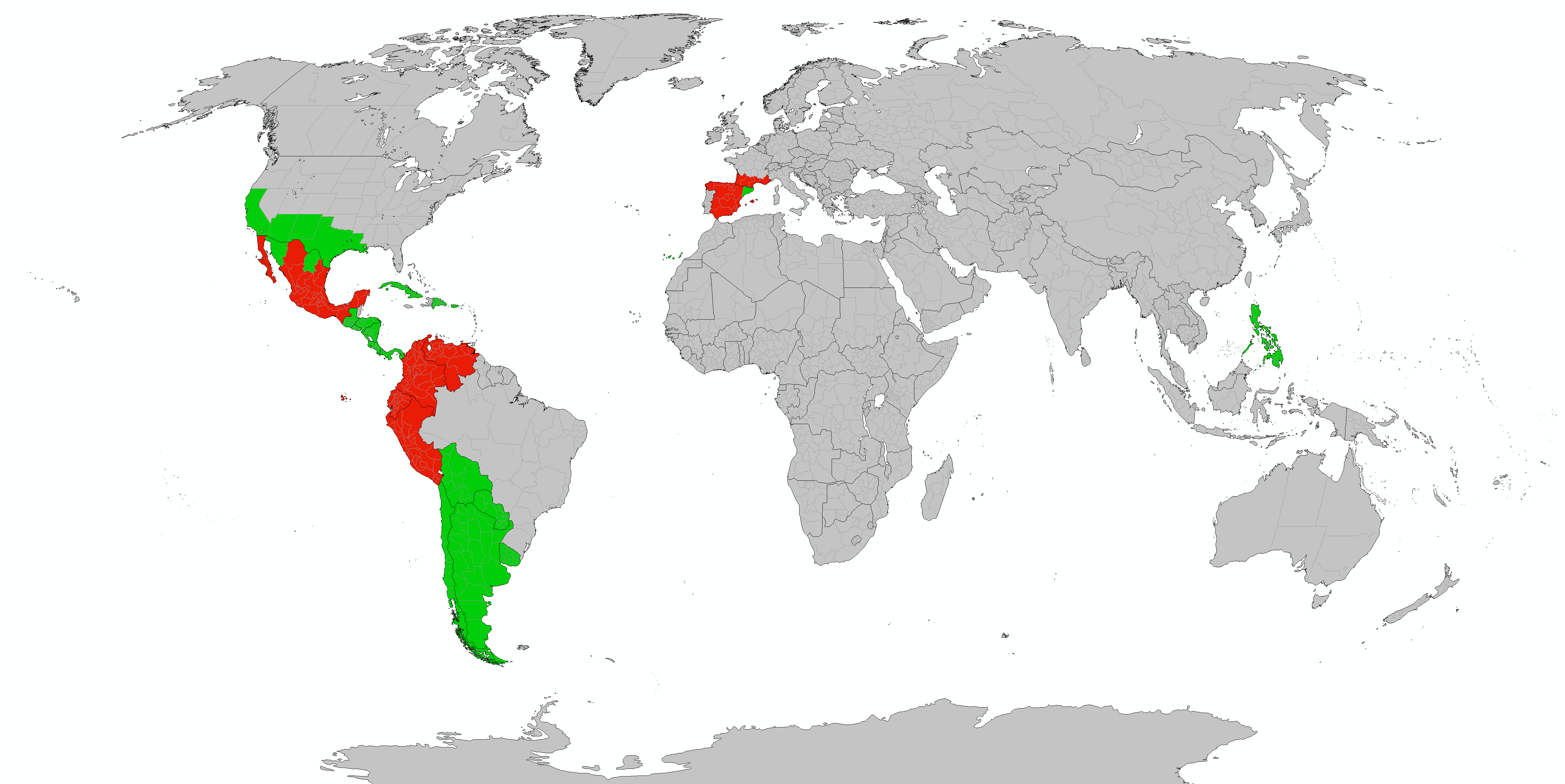
Corridas de Toros en el mundo:
Corrida de toros legal.
Corrida de toros prohibida, que tradicionalmente se practicaba.
Nota: Algunos municipios han prohibido las corridas de toros en países y regiones donde es legal.

Estas manifestaciones siempre han tenido partidarios y detractores, tanto entre los sectores populares como entre la clase política e intelectual. Según Alberto de Jesús, «las fiestas de los toros han sufrido a lo largo de su existencia numerosos ataques de los gobernantes políticos, opositores e incluso la Iglesia por intentar eliminarla, fracasando cualquiera de ellos». En el siglo XIII el rey Alfonso X El Sabio prohibió la práctica en sus célebres Leyes de Partida, y llegó a calificar a los toreros como personajes “infames".
Las críticas se remontan a la antigüedad romana: Cicerón ya se opuso públicamente a los espectáculos sangrientos con animales en el anfiteatro. A ellas siguieron las críticas de los primeros escritores cristianos y canonistas a las llamadas venationes, como Prudencio, Casiodoro, San Agustín o San Juan Crisóstomo, que censuraban los espectáculos públicos con fieras (incluidos los toros bravos), por arriesgar frívolamente la vida humana, postura de orden moral que se prolongó más o menos en los mismos términos durante la Edad Media y que movió a varios papas a promulgar prohibiciones. Un ejemplo de ello es la bula papal Salute Gregis (1567), de Pío V, que prohibió los espectáculos taurinos. Gregorio XIII, su sucesor, levantó parcialmente la prohibición ocho años después, a ruego de Felipe II. El motivo, según cuenta Cossío, es que la prohibición causaba perjuicios no a la fiesta, sino a la propia religión católica española: «era el principal [perjuicio] el desprecio que de la excomunión hacían los aficionados a correr y ver correr los toros» en plena época de la Inquisición. En la década de 1570, el entonces canónigo de la catedral de Toledo, Alonso Velázquez, escribió un tratado contrario a las corridas de toros que llevaba por título Tratado contra la bárbara costumbre de correr toros en España, aunque no queda constancia de que llegase a publicarse.
Ya como espectáculo moderno, en el siglo XVIII las corridas de toros han sido polémicas y han sufrido críticas e incluso prohibiciones. La nueva dinastía llegada a España (los Borbones), y en general la aristocracia afrancesada, despreciaba estos espectáculos por considerarlos indignos y propios del populacho, por lo que Felipe V prohibió su ejercicio a sus cortesanos (1723). Fernando VI solo consintió las corridas a cambio de que sus beneficios se destinasen a obras de caridad como sufragar hospitales y hospicios.[cita requerida] Algunos ilustrados, como Jovellanos, se oponían a estos espectáculos por considerarlos poco didácticos.

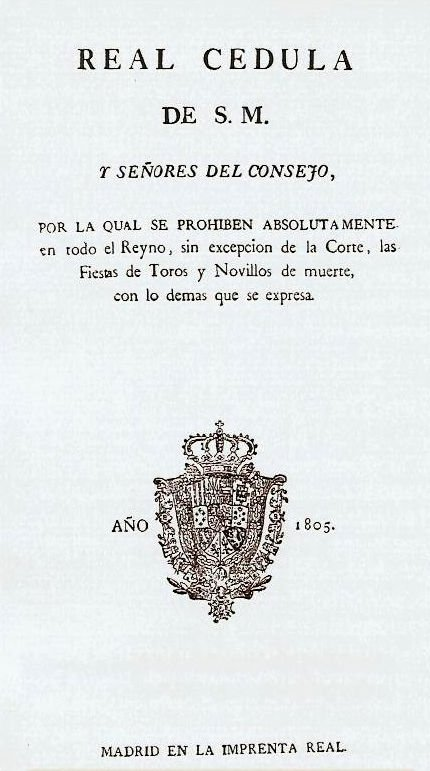
Real Cédula que prohibía las fiestas de toros en España (1805).

Carlos III, influido por el Conde de Aranda, prohibió las corridas de toros en 1771. Sin embargo se hizo caso omiso y se continúo con la práctica. Francisco de Goya realizó una serie de grabados sobre la práctica, llamada "La tauromaquia". Gobernantes posteriores intentaron prohibir las corridas: Carlos IV volvió a hacerlo en 1805. Tras la Guerra de la Independencia Española, a lo largo del siglo XIX, surgía con frecuencia en el Congreso de los Diputados el debate de la prohibición. La última vez fue en 1877, cuando el Marqués de San Carlos propuso a los diputados la prohibición de las corridas de toros.
Un tipo esencialmente diferente de espectáculos violentos con animales es lo que supone el combate entre animales, sin intervención directa del humano. Así, en Inglaterra eran frecuentes los hostigamientos de toros, peleas entre perros y toros, igual que los hostigamientos de osos. Sin embargo estas prácticas fueron prohibidas en 1824, el mismo año en que se fundó The Royal Society for the Prevention of Cruelty to Animals (RSPCA).
Además de los combates entre especies diferentes (toro/perros, oso/perros), fueron frecuentes los combates entre animales de la misma especie (perros, gallos...). Estos espectáculos eran de una naturaleza diferente a tauromaquia. En el siglo XXI continúa desarrollándose la tauromaquia en España, Francia, Portugal, México, Colombia y otros países de Hispanoamérica. Los juegos taurinos son, sin embargo, muy diversos e incluyen todas las formas de rodeos presentes entre Norteamérica y Sudamérica.
Al igual que el pueblo español, sus intelectuales se han dividido históricamente entre partidarios y detractores de las corridas de toros. Las críticas de algunos ilustrados a la tauromaquia, la recuperaron luego los escritores de la Generación del 98 que, en un principio, la veían como síntoma del atraso español. Un ejemplo notable de esta época fue el escritor antitaurino Eugenio Noel, que vinculaba los toros a lo que denominaba «crímenes de raza». Para el escritor madrileño, la Fiesta se reducía a sangre, crueldad y porquería. Otra de las acusaciones de Eugenio Noel contra las corridas es «la funesta cualidad de ser el único rasgo enteramente nacional; solo la afición a los toros une las regiones y hace andaluz al éuscaro y extremeño al catalán y castellano al andaluz».
Miguel de Unamuno, escritor y filósofo español, también se posicionó en contra declarando:

"Siempre me han aburrido y repugnado las corridas de toros."
Miguel de Unamuno"

Félix Rodríguez de la Fuente, naturalista español, afirmó de la tauromaquia: 

"La fiesta nacional es la exaltación máxima de la agresividad humana."
Félix Rodríguez de la Fuente.

Los argumentos de los detractores de las corridas de toros han variado según el momento histórico, pero el objetivo ha sido siempre su abolición.
Ya en el siglo XXI el número de festejos taurinos desciende un 12 % en 2012 y acumula una caída del 40 % en los últimos cinco años. En 2008 se celebraron 3295 espectáculos de tauromaquia, frente a los 1197 que tuvieron lugar en 2014. Según ese estudio, en los años 2010-2011 únicamente el 8,5% de los españoles asistieron a algún espectáculo taurino.
Desde 2001, se han producido descensos año tras año, con bajadas muy fuertes por ejemplo entre 2003 y 2004. En 2013 10.247 toros y novillos murieron en las 2684 celebraciones taurinas que se realizaron. Esto supone que cada día unos 28 animales de media, entre toros y novillos, fueron sacrificados en fiestas populares.
La pandemia de enfermedad por coronavirus de 2019-2020 supuso un duro revés para la continuidad espectáculo, ya que, por cuestiones de salud pública, hubieron de suspenderse grandes eventos taurinos del año 2020, como la Feria de San Isidro, la Feria de Abril y los sanfermines.

## Movimiento antitaurino contemporáneo

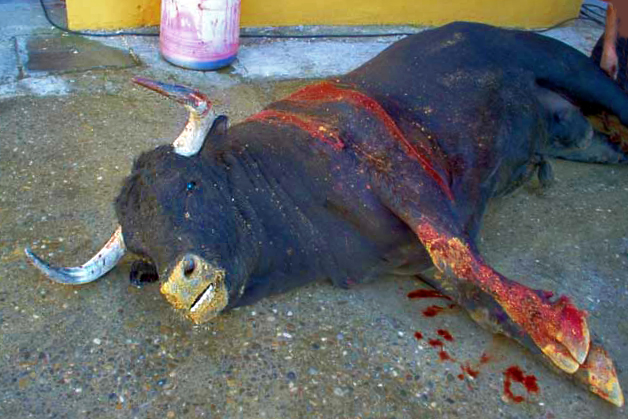
Toro después de una corrida.

En la actualidad, son los defensores de los derechos animales quienes encabezan la crítica a la celebración de las corridas de toros.
Existen grupos que consideran que el toreo es una práctica de crueldad que atenta contra la sensibilidad y el buen gusto de las personas, a la vez que a los derechos de los animales, y que no puede ser considerada ni una manifestación cultural, artística ni deportiva. Los partidarios de los derechos de los animales usualmente consideran la tauromaquia una forma de tortura. Para ellos esta relación reduce el valor que se asigna a la vida. Otros activistas son radicales a la hora de abordar la cuestión de la tauromaquia y afirman que el origen de su existencia está en que vivimos en culturas especistas. 
Cada año se organizan en Pamplona protestas contra la corrida de San Fermín, y en general contra todas las formas de tauromaquia que impliquen una crueldad con los animales.

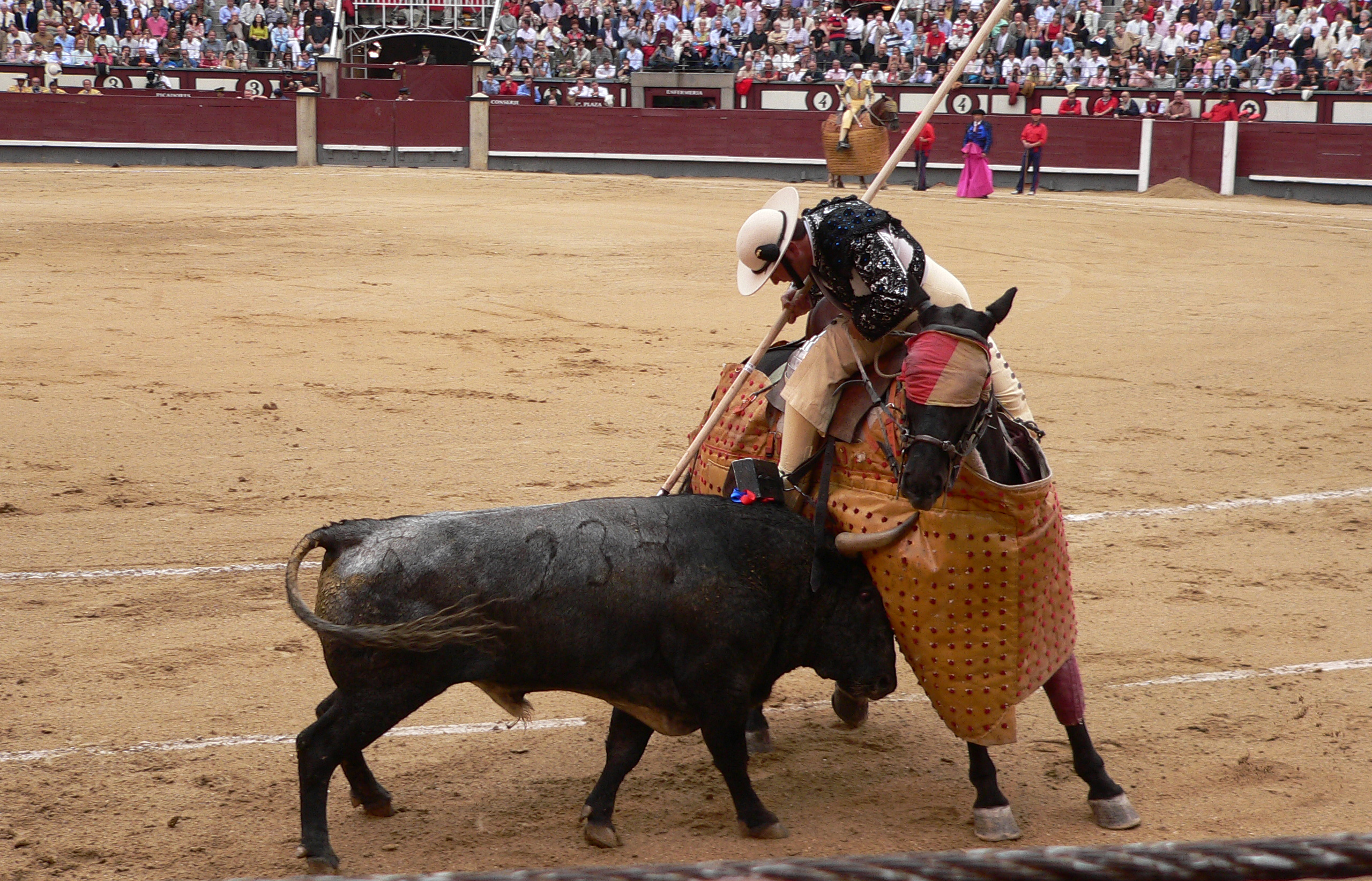
Picador preparando al toro para el tercio de muleta.

También ha habido intentos recientes de prohibir las corridas en países como Francia, donde existe la afición en el sur del país. La cuestión se resolvió estableciendo legalmente que solo se podían matar toros en aquellos lugares donde se demostrase que son una tradición arraigada ininterrumpidamente (las plazas del sudeste y del sudoeste fundamentalmente). En 2011, Francia (Ministère de la Culture) declaró la tauromaquia elemento del "Patrimonio Cultural Inmaterial nacional", declaración que fue criticada por fuertes sectores de la opinión antitaurina.
Muchas personalidades como Francisco Umbral, José Saramago, Eduard Punset, José Ferrater Mora, Jesús Mosterín, Salvador Pániker o Jorge Wagensberg entre otros, se han opuesto a las corridas de toros, entre otras razones por considerarlas contrarias a la más mínima sensibilidad y civismo. Algunos de ellos han preferido la exaltación del toro como animal libre en su medio natural o, por lo menos, el quitar los elementos del festejo destinados a herir, torturar o matar al animal. También existen otras críticas que apuntan a que la lidia está, en muchos casos, preparada para minar las capacidades físicas del toro mediante el proceso fraudulento de afeitado que consiste en acortar el pitón, la parte final del cuerno del animal, o bien el proceso del redondeo del pitón, para que su ataque no sea tan peligroso para el torero. Aunque practicada desde antaño, esta práctica está prohibida en España por el Real Decreto 145/1996 y generalmente es repudiada por los aficionados a los toros en todos los países.
También ha sido objeto de crítica que la tauromaquia sea financiada con dinero público. En 2007, al sector taurino español se destinaron 500 millones de euros en forma de subvenciones y en 2008 casi 600.
Finalmente en 2016 el Parlamento Europeo aprueba con una amplia mayoría acabar con las subvenciones a los festejos taurinos, que recibían al menos unos 130 millones de euros anuales.

### España

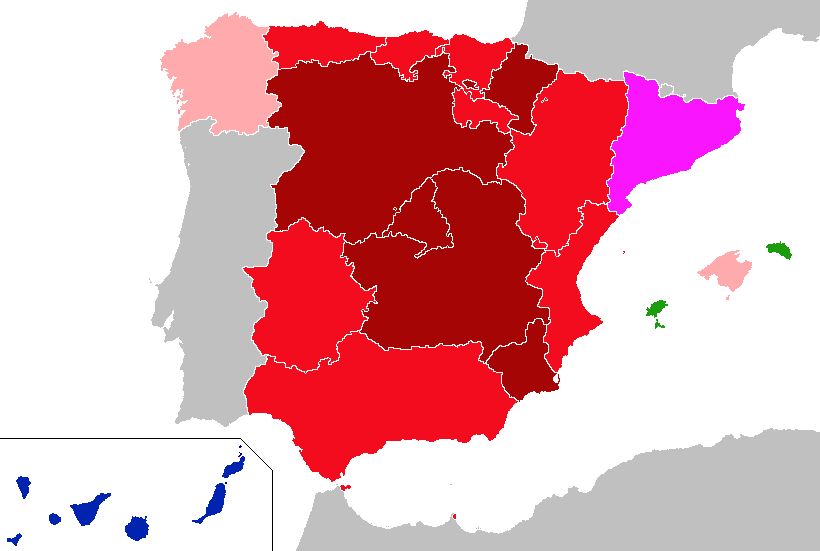
Corridas de Toros en España:
No se celebran corridas de toros desde 1984.
Sin prohibición, pero históricamente las corridas no se realizan.
Intento de prohibición de las corridas de toros en 2010 anulado por el Tribunal Constitucional en 2016. Otras modalidades de tauromaquia siempre han estado permitidas.
Corridas legales, pero prohibidas en algunos lugares, o permitidas con límites.
Corridas legales.
Corridas legales y declaradas Bien de Interés Cultural o Patrimonio Cultural Inmaterial.

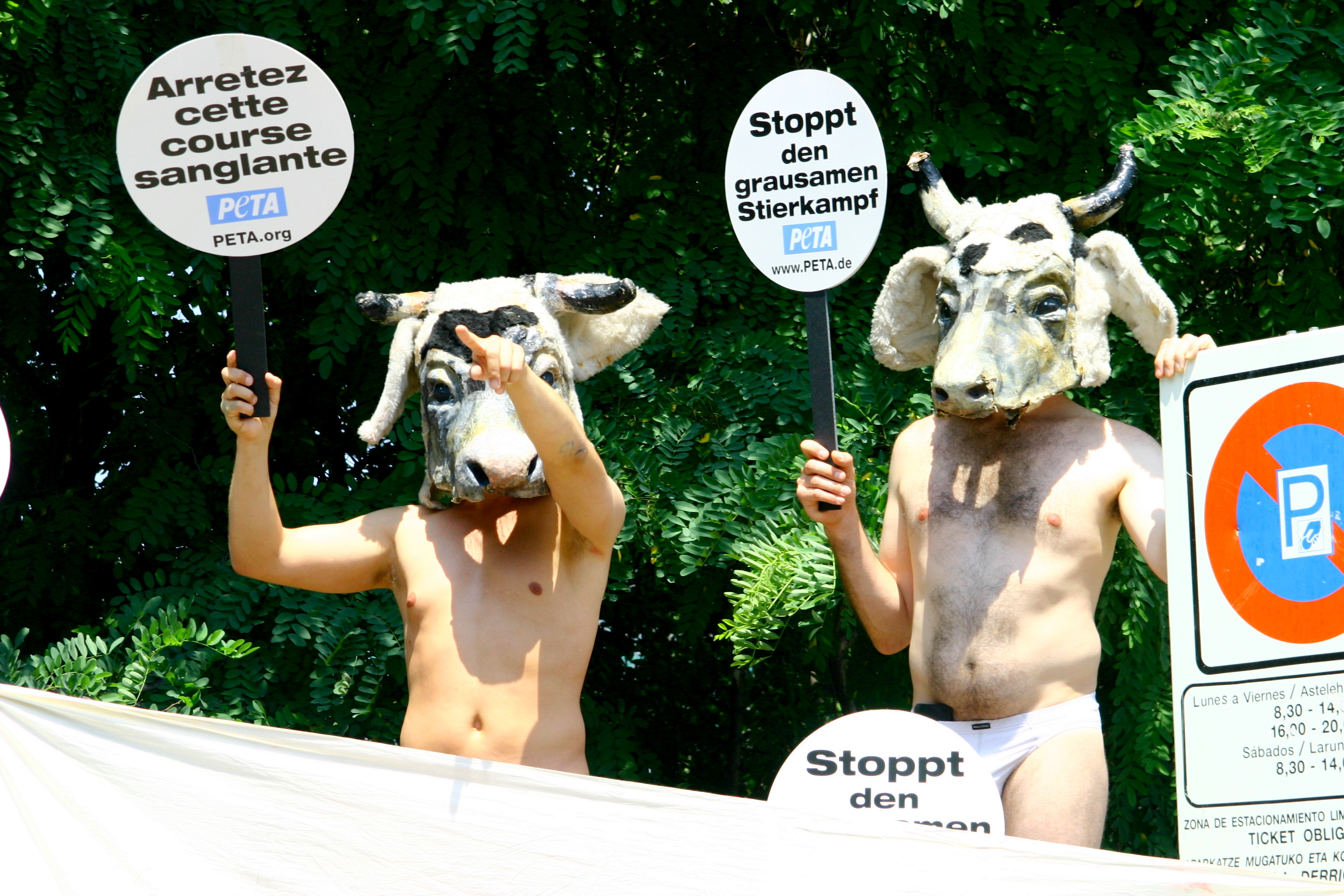
Protesta antitaurina en Pamplona.

Por otra parte, según una encuesta Gallup realizada en 2002, el 31% de los españoles se mostró muy o algo interesado en las corridas de toros mientras que un 68,8% no mostraba ningún interés. Solo el 0,2% no mostró ninguna opinión al respecto. A principios de los años 70, los interesados en las corridas de toros eran el 55% de los españoles, en los 80 este colectivo representaba alrededor del 50%, mientras que en los 90 las cifras de aficionados se desplomaron, situándose en torno al 30%. Sin embargo, hay que tener en cuenta que estas encuestas no incluyeron a las Islas Canarias, tradicionalmente la región con menor afición taurina de España y que contabiliza casi el 5% de la población total del país. Aunque las corridas de toros son un espectáculo conocido en toda España, su distribución regional no es uniforme, siendo Galicia, Asturias, Cataluña, Aragón y Canarias (en esta última se dejaron de realizar corridas de toros en el año 1983) las comunidades donde el interés es menor: manifestaron no tener ningún interés el 81% en el noreste y 79% en el noroeste. En la zona norte, centro, este y sur, el interés es mayor: alrededor de un 37% se declararon aficionados y un 63% no interesados.
En 2006, según otro sondeo de Investiga (antes Gallup), un 26,7% de las personas encuestadas afirmaban estar algo o muy interesadas en las corridas de toros. El perfil de los aficionados es en su mayoría masculino (un 33,5% de los varones encuestados afirmó interesarle los toros) y de más de 45 años, alcanzándose el máximo interés entre las personas de 65 y más años, con un 41,1% de aficionados. El 72,1% de la población española afirmaba, en cambio, no tener ningún interés por los espectáculos taurinos. Este desinterés lo demostraron sobre todo las mujeres, con un 78,5%, y las personas con edades comprendidas entre 15 y 24 años, con un 81,7%.[cita requerida]
En una encuesta publicada en 2007 en el diario El Mundo un 58% de españoles consideraba que no deben prohibirse, frente a un 33% que las prohibiría inmediatamente, con un 9% de indecisos. Una encuesta posterior, de 2009 mostraba que más de un 67% de los españoles no muestra ningún interés en la tauromaquia y un 35% se muestra a favor de su prohibición. las corridas se han desplomado casi dos tercios, pasando de las 953 de 2007 a las 398 de 2014 (—59%), según el Ministerio de Cultura. la Encuesta de Hábitos y Prácticas Culturales de 2011 reveló que solo el 8,5% de los españoles había acudido a la plaza ese año, frente al 9,8 de 2007.
En Cataluña, 453 000 firmantes de todo el mundo pidieron en 2005 que el Parlamento autonómico suprimiese la corridas de toros en esa comunidad. Solo en Cataluña se recogieron 250 000 firmas en seis meses. En diciembre de 2015 se aprobó por el Ayuntamiento de Ciudad Real el fin de las subvenciones a los espectáculos taurinos; se estima que el ayuntamiento ahorrará 32.000€ tras dejar de subvencionar la tauromaquia.
El Partido Animalista Contra el Maltrato Animal (PACMA), originalmente Partido Antitaurino Contra el Maltrato Animal, surgió en 2003 a partir de la unión de diversos colectivos antitaurinos y de defensa de los animales. En las sucesivas elecciones ha experimentado un aumento en el número de votos, pasando de 44 795 votos para el Congreso en las elecciones generales de 2008 a 102 144 votos en 2011, 220 369 en 2015, 284 656 en 2016 y 326 045 en 2019; aunque esos votos hasta el momento no se han traducido en representación parlamentaria.
Otros partidos políticos, sobre todo de izquierdas, también se oponen de forma más o menos explícita a la tauromaquia. Izquierda Unida defiende prohibir la tauromaquia[cita requerida]. Por su parte, Podemos se opone a subvencionar la tauromaquia, aunque rechaza prohibirla. En 2017 el gobierno de Mariano Rajoy aprobó reducir el IVA, del 21 al 10%, a los festejos taurinos.

#### Canarias
La Ley 8/1991, de 30 de Abril, de Protección de los Animales, que tiene por objeto la protección de animales domésticos y de compañía, ha sido empleada por los antitaurinos, por la ambigüedad de la redacción de su artículo 5, para justificar la prohibición legal de las corridas de toros. La citada ley expresamente permite las peleas de gallos, que tradicionalmente se celebran Canarias. La Ley se aprobó a raíz de una Iniciativa Legislativa Popular impulsada por el diputado regional Miguel Cabrera Pérez-Camacho, perteneciente a la Agrupación Tinerfeña de Independientes, formación política que sin embargo rechazó la iniciativa.
 
El mencionado artículo 5, que necesariamente debe aplicarse a los animales incluidos en el ámbito de la ley, establece:

Se prohíbe la utilización de animales en peleas, fiestas, espectáculos y otras actividades que conlleven maltrato, crueldad o sufrimiento.

En cualquier caso, la última corrida de toros celebrada en Santa Cruz de Tenerife tuvo lugar el 7 de enero de 1984 por la poca rentabilidad de los festejos, dada la escasa respuesta del público y el encarecimiento y perjuicios al toro en el transporte en barco desde la península. En Gran Canaria la plaza de toros fue inaugurada en 1970 y solo se celebraron unas pocas corridas durante la década de los sesenta.
Sin embargo, las peleas de gallos están presentes de manera residual en algunas localidades del Archipiélago, pues aunque están protegidas al ser consideradas tradicionales, la Ley 8/1991 contemplaba la posibilidad de que fueran desapareciendo por sí mismas y, con este objetivo en mente, prohibía la entrada a menores, la recepción de subvenciones, las retransmisiones televisivas o radiofónicas y cualquier tipo de publicidad relacionada con dichos eventos.[cita requerida]

#### Cataluña

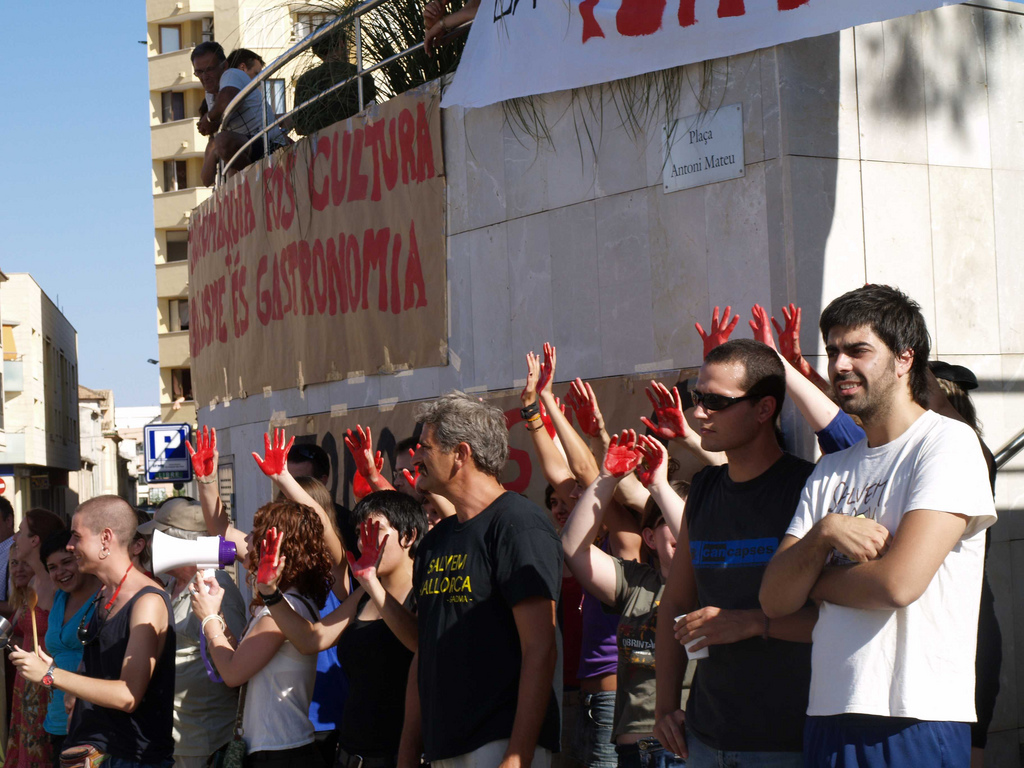
Manos con sangre en una manifestación antitaurina en Cataluña.

Barcelona se declaró ciudad antitaurina en una declaración institucional aprobada por el pleno del Ayuntamiento de esa ciudad el 6 de abril de 2004, tras una petición popular con más de 245 000 firmas recogidas en todo el mundo. La declaración, sin efectos prácticos, ya que la competencia para prohibir las corridas de toros, en Cataluña, corresponde exclusivamente a la Generalidad, se aprobó en votación secreta con 21 votos a favor, 15 en contra y 2 en blanco. Barcelona se convirtió así en la primera gran ciudad española que se declaró antitaurina. Solamente poblaciones pequeñas como Coslada, en Madrid, han adoptado declaraciones de este tipo desde que Tosa de Mar (provincia de Gerona) promovió por primera vez esta iniciativa en 1989.
El 17 de junio de 2007, en Barcelona, tuvo lugar la manifestación antitaurina más multitudinaria de la historia. 5.000 personas se manifestaron por las calles de la ciudad, bajo el lema “Corridas de toros, ni en Cataluña, ni en ningún otro lugar”. La manifestación transcurrió desde el monumento a Colón hasta la Plaza de Toros La Monumental y se desarrolló sin registrar incidentes, el mismo día que José Tomás volvía a saltar al ruedo después de pasar cinco años retirado. La manifestación fue convocada por la Fundación Altarriba, la Fundación Faada y la Asociación Animalista Libera a las cuales se adhirieron otras organizaciones y miles de espontáneos. Después del éxito de participación en la manifestación, surgió como iniciativa popular, la Plataforma Barcelona Mata y desde entonces, cada domingo de toros, los abolicionistas se concentraban delante de la plaza para mostrar su rechazo e informar a los turistas sobre el trato que reciben los toros y los caballos en el espectáculo.[cita requerida]
En diciembre de 2009 el Parlamento de Cataluña empezó a debatir una ley para prohibir las corridas de toros, propuesta a través de una Iniciativa Legislativa Popular (ILP) generada con 180.000 firmas de ciudadanos. La primera votación el 18 de diciembre acabó a favor de los defensores de la abolición, con lo que la ILP pasó a las siguientes fases de su proceso, que acabará transformándola en ley si se vota otra vez a favor a mediados de 2010.
El 28 de julio de 2010, el Parlamento de Cataluña aprobó con 68 votos a favor, 55 en contra y 9 abstenciones abolir las corridas de toros en Cataluña a partir del 1 de enero de 2012 posteriormente, el 20 de octubre de 2016, el Tribunal Constitucional, declaraba inconstitucional la prohibición taurina en Cataluña por invadir competencias en materia de cultura. La sentencia fue recibida por la Generalitat con indiferencia, y por el empresario de la Monumental de Barcelona con prudencia debido al convulso escenario político y social catalán .

#### Galicia

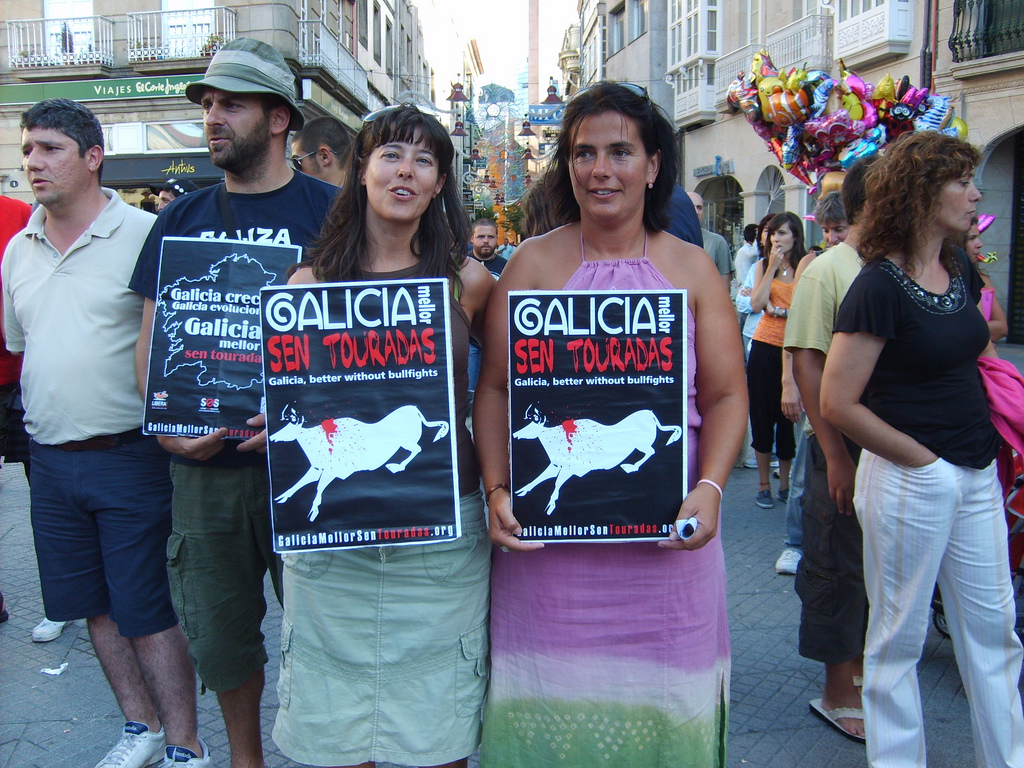
Manifestación antitaurina en Pontevedra.

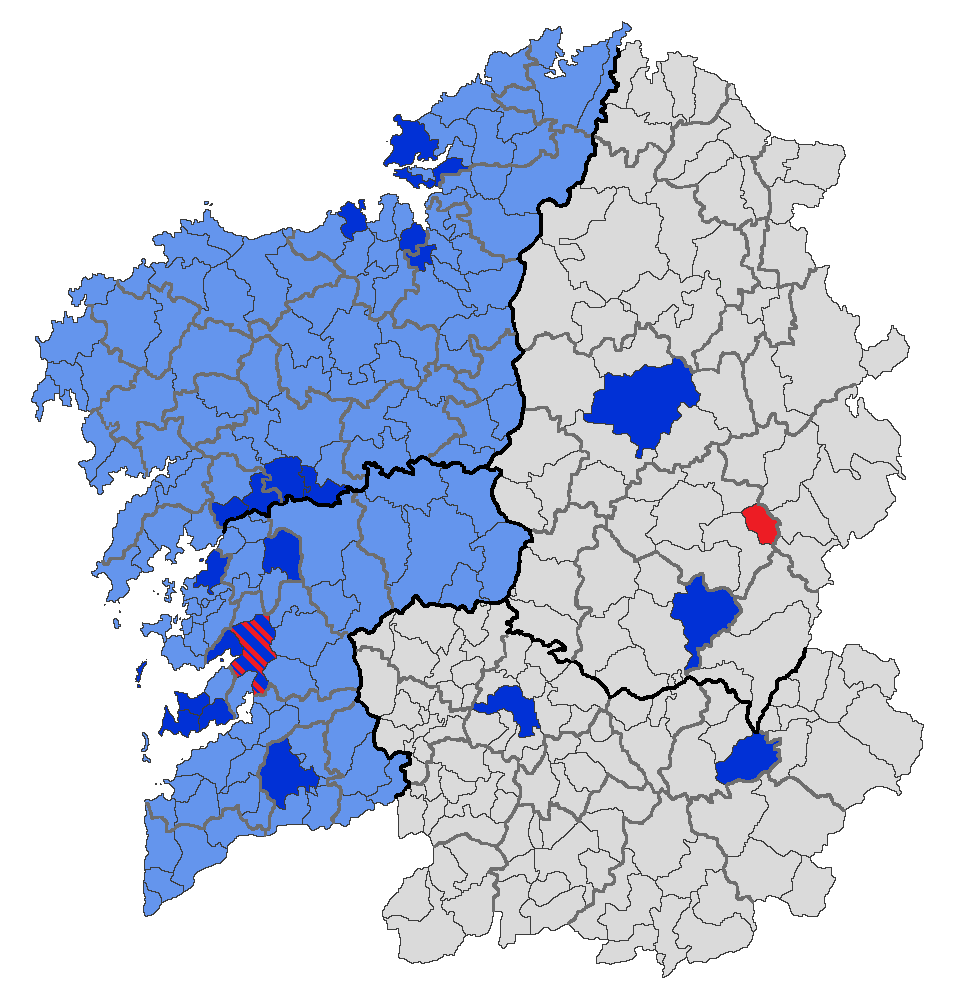
Concellos adheridos a la Rede de Municipios Galegos pola Abolicion.
Concellos donde se han abolido las subenciones a actividades taurinas (Diputaciones de Pontevedra y Coruña).
Concellos donde todavía se celebran corridas.

En Galicia existe una plataforma antitaurina, fundada en 2008, llamada Galicia, Mellor Sen Touradas, cuyo objetivo es eliminar las escasas corridas de toros que se realizan en una Comunidad con poca afición a la "fiesta nacional". Pontevedra es la única capital de provincia que tiene una plaza de toros en activo, después de la retirada de las subvenciones municipales en poblaciones como La Coruña, Padrón o Sarria.
Según Gallup, el 86% de los gallegos rechazarían o aborrecerían los festejos taurinos, una de las mayores oposiciones a la tauromaquia en España. El 99,2% de los gallegos no tiene interés en las corridas de toros y se recogieron 260.000 firmas para solicitar un "voto de conciencia" a los parlamentarios.
En 2010 Galicia, Mellor Sen Touradas inició una campaña para declarar el mayor número de municipios abolicionistas, bajo el nombre "¿Quieres que tu ciudad se declare abolicionista?". Desde ese año, ya son 18 las localidades gallegas contrarias a los festejos taurinos: Cangas, Vedra, Dodro, Puebla del Brollón y Teo, entre otras.
Finalmente, tras unas elecciones municipales marcadas por la irrupción de nuevos actores políticos, Marea Atlántica suprime el apoyo público en La Coruña en julio de 2015 al igual que el gobierno de Sarria y Padrón. Actualmente solo hay corridas de toros en Pontevedra, con una desigual respuesta de la población local y gallega.

#### Islas Baleares

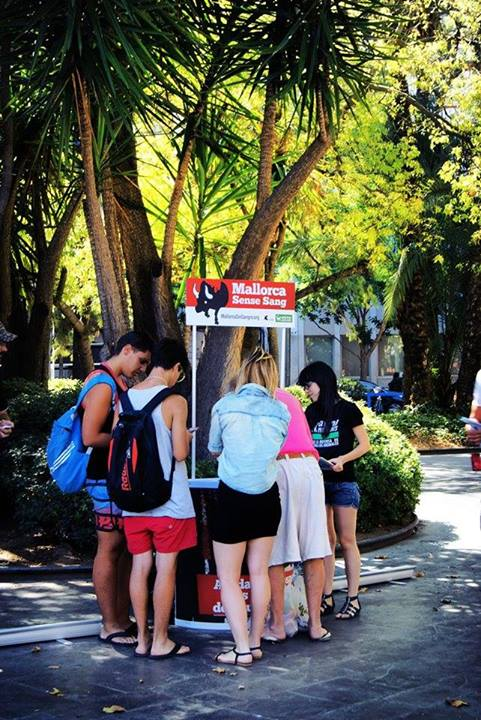
Recogida de firmas para que Mallorca prohíba las corridas de toros. 2014.

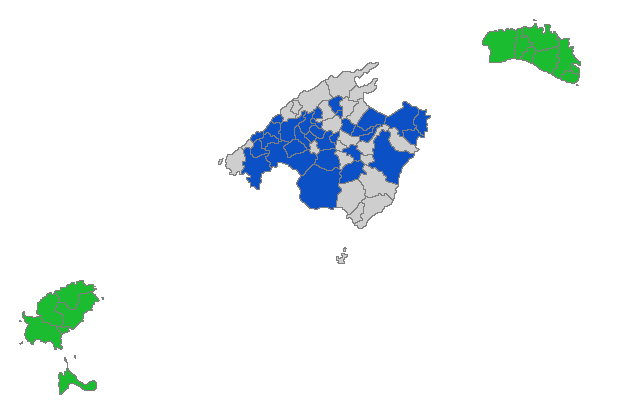
Municipios de Mallorca declarados antitaurinos
Islas sin tradición taurina

En Mallorca existe una plataforma antitaurina, fundada en 2014, llamada Mallorca Sense Sang (MallorcaSinSangre.org), que persigue poner fin a las corridas de toros en la isla, puesto que ni en Menorca ni en Ibiza existe tradición de espectáculos con toros. En abril de 2016 el parlamento Balear aprobó una ley para prohibir a partir de junio de dicho año las corridas de toros.
Esta campaña, dirigida por las ONG´s AnimaNaturalis y CAS International, ha conseguido que muchos políticos apuesten por poner fin a la tauromaquia en la isla, y logrando que empresas que antes patrocinaban las corridas de toros, dejen de hacerlo. Los municipios declarados antitaurinos en Mallorca son Campanet, Porreras, Lloseta Algaida y Capdepera Consell, Santa María del Camino Manacor Puigpuñent, Esporlas, Costitx, Sancellas, Artá, Calviá, Valldemosa o Bañalbufar entre otros, hasta un total de 30 municipios (noviembre 2015).
En agosto de 2015, dos activistas, Peter Janssen, holandés y Pedro Torres, español, interrumpieron una corrida de toros en Palma de Mallorca para abrazar a un toro moribundo antes de ser arrastrado.

#### Asturias
El movimiento antitaurino en Asturias se remonta a la Ilustración y al propio Jovellanos y, posteriormente, llegó a movilizar a miles de personas en 1914 alrededor de la Sociedad Antiflamenquista Cultural y Protectora de Animales y Plantas en Gijón.
En la actualidad el Ayuntamiento de Castrillón se ha declarado como el primer municipio antitaurino del Principado. Previamente, la presión de asociaciones animalistas, ha conseguido hacer desaparecer festejos tan ajenos a la tradición asturiana como la "Corrida Marinera" de Candás (Carreño) dejando como únicos actos taurinos los celebrados durante la Feria de Begoña en Gijón y, en menor medida y de forma intermitente, en Oviedo donde se habían dejado de celebrar este tipo de eventos hasta el paso de la alcaldía a manos del Partido Popular.
Las manifestaciones contra las corridas de toros tanto en Oviedo como en Gijón ya son tradicionales por lo reiterado.
Tras una iniciativa política fallida (en el año 2003) por parte de la formación nacionalista Andecha Astur para conseguir que la Junta General del Principado de Asturias prohibiese las corridas de toros en la Comunidad, tras la abolición de las corridas por parte del Parlamento de Cataluña, el Bloque por Asturies ha anunciado que presentará de forma inminente una nueva iniciativa en ese sentido.
Actualmente en Asturias solo se celebra un festejo taurino al año, la Feria de Begoña en Gijón, que se celebra todos los años en el mes de agosto coincidiendo con la Semana Grande de las fiestas de la ciudad, por lo que Asturias es la comunidad de la España peninsular en la que menos festejos taurinos se celebran. Ya no se celebran festejos taurinos en Oviedo desde el año 2007, tras la declaración de la plaza de toros de Buenavista en estado de ruina en enero de 2008. Aún no se ha acometido reforma alguna en la misma, por lo que no ha vuelto a haber corridas de toros en la capital de Asturias desde la declaración de estado ruinoso de dicho coso.
El movimiento antitaurino en Asturias cuenta, actualmente, con más apoyos que nunca. La manifestación más multitudinaria en contra de las corridas de toros en la ciudad, y en Asturias, tuvo lugar en el verano de 2015 en Gijón, coincidiendo con la feria taurina de Begoña, congregando a más de un millar de personas.
En 2021 Asturias se convierte de facto en la primera comunidad autónoma española sin festejos crueles con animales (Cataluña aún tiene correbous y Canarias tiene peleas de gallos): 
No se prorroga la concesión para la Feria Taurina de Begoña.
Se paraliza una novillada en Cangas de Onís.  Sin embargo, el 20 de agosto de 2022 vuelve a celebrarse una corrida, en Benia de Onís, con lo que de nuevo todas las comunidades autónomas españolas celebran algún tipo de festejo con maltrato animal.

#### Comunidad de Madrid

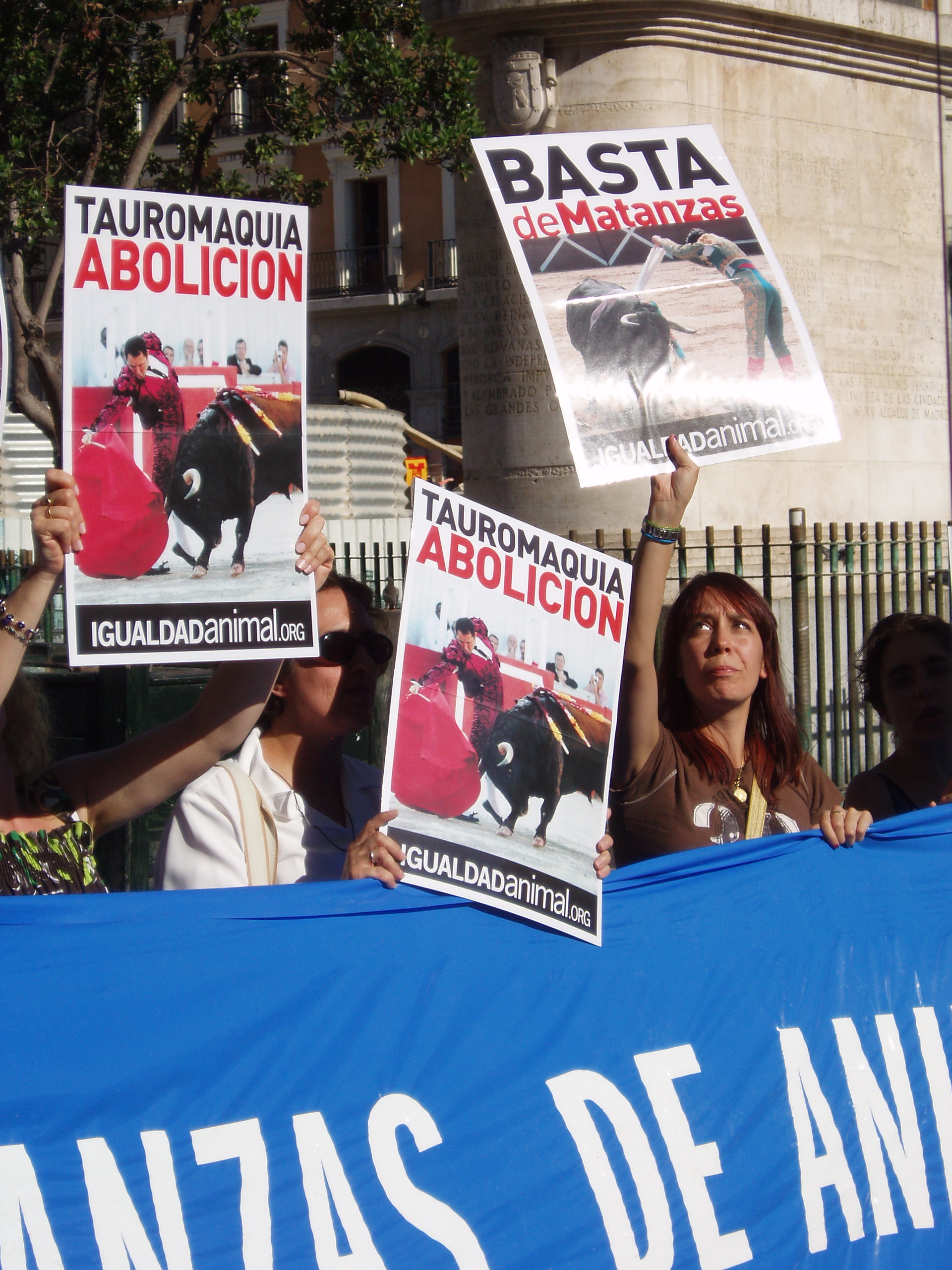
Protesta antitaurina en Madrid.

La ciudad de Madrid es uno de los grandes centros taurinos de España, no solo por la afición local, sino también por los numerosos aficionados de toda España y del extranjero que se desplazan hasta la Plaza de Toros de las Ventas. 
Sin embargo, también cuenta con un fuerte sector antitaurino. En las localidades madrileñas de Valdemoro, Ciempozuelos, Pinto y Moraleja de Enmedio no habrá festejos taurinos a partir del 1 de enero de 2016. Coslada se convirtió en 2005 en uno de los primeros municipios antitaurinos de España fuera de Cataluña, era además la cuarta ciudad más importante y poblada de todas las ya declaradas antitaurinas, solo por detrás de Barcelona, Las Palmas de Gran Canaria y Santa Cruz de Tenerife. En 2010 una iniciativa de la asociación para la protección de los animales El Refugio consiguió reunir en poco tiempo más de 50 000 firmas de personas empadronadas en la Comunidad de Madrid para instar a la Asamblea de Madrid a abolir las corridas en el territorio regional. Son famosas las manifestaciones antitaurinas en plazas tan conocidas como la Puerta del Sol o en la misma puerta de Las Ventas, donde los incidentes con los taurinos se suceden constantemente.
El 19 de septiembre de 2010, la plataforma La tortura no es cultura organizó frente a la plaza de Las Ventas de Madrid un acto en el que voluntarios de la Comunidad de Madrid y otras regiones (Castilla-La Mancha, Cataluña y Comunidad Valenciana) compusieron con sus cuerpos desnudos y pintados de negro y rojo la figura de un toro víctima de la tauromaquia. El acto se desarrolló de forma totalmente pacífica y en silencio. Tras el acto se leyó un comunicado en el que se pedía la "eliminación de esta absurda excepción que hace al toro el único miembro del reino animal merecedor de ser torturado en público".
En las elecciones generales de 2011 la Comunidad de Madrid fue el principal apoyo del partido político Equo con alrededor de 65.000 votos convirtiéndose en la quinta fuerza política. Este partido verde lucha abiertamente contra la tauromaquia, habiéndose aumentado en Madrid desde su formación y gracias al apoyo ciudadano las manifestaciones contra esta tradición, con numerosas concentraciones y protestas. En estas mismas elecciones el Partido Animalista Contra el Maltrato Animal (PACMA) aumentó sus votos hasta 13.064, siendo la sexta fuerza política de la comunidad.
El 10 de septiembre de 2016 fue la mayor manifestación por el fin de la tauromaquia en España,

#### Andalucía
Cádiz es un caso paradójico dentro de Andalucía, puesto que perteneciendo a la comunidad autónoma con más movimiento taurino de todo el país, es, junto con Las Palmas de Gran Canaria, Lugo, Orense, Ceuta, Lérida y Gerona una de las pocas capitales de provincia que carecen de plaza de toros, (aunque existen muchas plazas repartidas por la provincia). La última fue clausurada definitivamente el 18 de julio de 1967 y derribada totalmente el 15 de mayo de 1976. No obstante, se han realizado festejos taurinos ocasionalmente en plazas de toros portátiles, como la que se situó en los terrenos de Telegrafía sin hilos el 3 de abril de 1993 que contó con críticas desde sectores tanto antitaurinos como protaurinos (que consideraban que una plaza portátil era denigrante para la ciudad.) También se realizó una corrida con motivo de la festividad del Corpus Christi en 2006, tras 38 años sin haberse celebrado ninguna en esa fecha. Sin embargo, la situación cambió con la llegada al ayuntamiento de Teófila Martínez en 1995, quien llevaba en su programa electoral la promesa de la construcción de una plaza de toros multiusos. Esta iniciativa provocó la creación o protesta de varias asociaciones como la "Plataforma anti plaza multiusos", "Plataforma Antitaurina de Cádiz", "Cádiz es Antitaurina" o "Ecologistas en Acción de Cádiz". Las obras de esta nueva plaza no se pusieron nunca en marcha, aunque se pretendía que se inaugurara en 2012.
La primera manifestación antitaurina en Málaga tuvo lugar el 11 de agosto de 2007 organizada por el CACMA (Colectivo Andaluz Contra el Maltrato Animal), coincidiendo con la celebración de la Feria, que incluye corridas de toros; se calcula que a esta protesta asistieron unas 500 personas. La manifestación se inició en la Plaza de la Merced y acabó a las puertas de la plaza de toros de La Malagueta. Un segundo acto tuvo lugar el mismo mes del año siguiente. Más multitudinaria fue la manifestación en Sevilla del 5 de abril de 2008, en la que unas 1500 personas se concentraron ante la plaza de toros de la Maestranza bajo el lema «Toros con mis impuestos no» para protestar contra la celebración de la Fiesta Nacional. Esta protesta siguió a otra concentración organizada en abril de 2007, que partiendo del Palacio de San Telmo no pudo llegar a la plaza de toros tras impedirlo la policía por indicación de la Subdelegación del Gobierno. También ha habido manifestaciones antitaurinas en Córdoba, Granada y Almería. Según la encuesta de IG-Investiga de 2008, Andalucía es ya, después de Cataluña y Canarias, la comunidad autónoma menos taurina de España.

#### Otras comunidades
En cada ciudad donde hay una feria taurina siempre atrae a un grupo de detractores de la fiesta, que suelen manifestarse en un día en particular de la feria. Es el caso de Bilbao, Pamplona, Zaragoza, Murcia, Medinaceli, Valencia, Ampuero, San Sebastián, Cuenca, Alicante, Palma de Mallorca, Santander o Algemesí. En la actualidad se tramitan proyectos de ley para prohibir la tauromaquía en Baleares y Palma de Mallorca. A 2015, 17 municipios de la isla han sido declarados antitaurinos. La Coruña suspendió las ferias de toros, en agosto de 2015 Palma se declaró ciudad antitaurina, junto a otras 108 ciudades españolas. En 2015 se prohibieron este tipo de festejos en Aldaya y Jaraco en la Comunidad Valenciana.
En 2015 se lanzó una campaña antitaurina que logró sumar 32 municipios que se declararon antitaurinos en las Islas Baleares.

### Francia
La tauromaquia se permite en Francia únicamente en cuatro regiones del sur: Aquitania, Midi-Pyrénées, Languedoc-Rosellón y Provenza-Alpes-Costa Azul. A mediados de 2010 dos diputadas francesas, una socialista y otra conservadora, presentaron una proposición de ley para que los festejos taurinos dejen de ser una excepción a la norma francesa contra el maltrato animal. Francia: Las ciudades de Mouans-Sartoux, Montignac, Bully-les-mines y Joucou (Aude) han sido proclamadas antitaurinas. Los animales han sido reconocidos como "seres vivos dotados de sensibilidad".
A pesar de que la primera corrida de toros moderna en Francia se remonta únicamente a 1853, Francia se ha convertido en 2011 de la mano del gobierno conservador de Nicolas Sarkozy en el primer país del mundo en catalogar los toros como Bien Cultural Inmaterial. Sin embargo tras la polémica causada, en 2015 Francia retiró las corridas de toros de su patrimonio inmaterial. En 2014 el Parlamento Europeo decidió poner fin a las ayudas públicas con dinero europeo a la tauromaquia. En un pleno celebrado en Estrasburgo votaron a favor de que el presupuesto europeo no subvencione "actividades taurinas que impliquen la muerte del toro", y que esta financiación sería una violación del Convenio Europeo sobre protección de los animales en las ganaderías.

### Hispanoamérica

#### Colombia

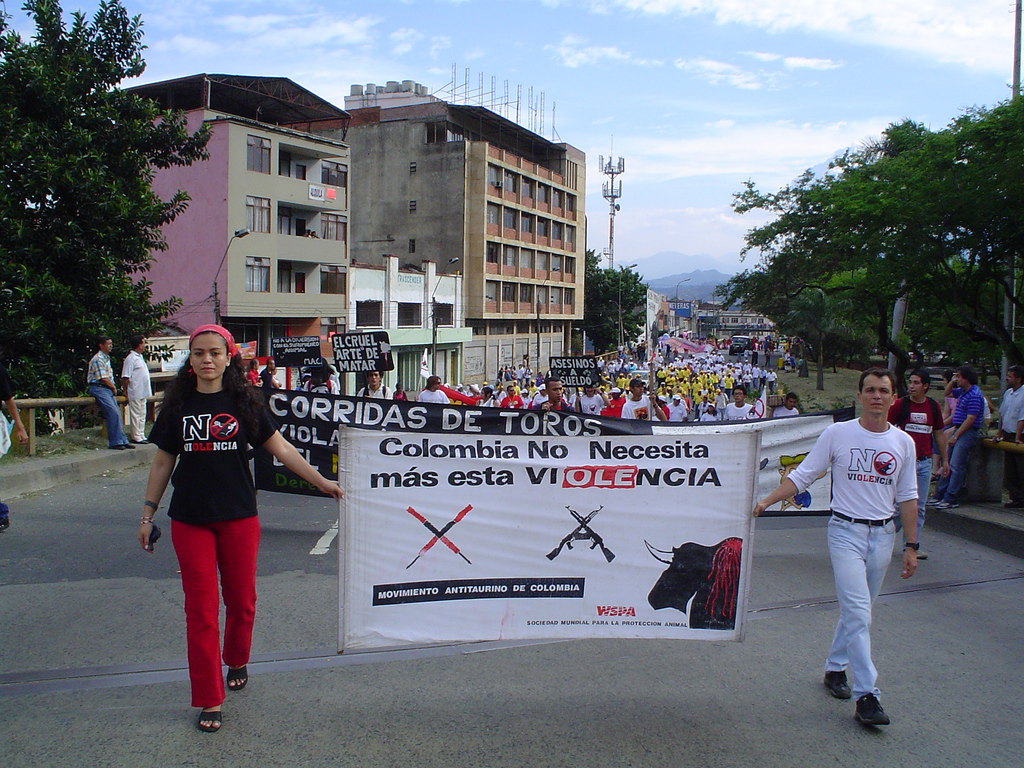
Movilización antitaurina organizada por el M.A.C.

Actualmente Colombia cuenta con un creciente número de entidades que promulgan con la defensa de los toros, convirtiendo a Colombia en un país sumamente fuerte en este tipo de activismo; antagónicamente a esto, en este país existe un gremio taurino (empresarios, ganaderos, políticos y medios) que han logrado mantener a nivel legal este tipo de espectáculos con un amparo por parte del estado, que recibe prebendas directas o indirectas de este negocio.
En 2017 comenzó a tramitarse el proyecto de ley por medio del cual se prohíben las corridas de toros en Colombia, tras ser aprobado en la Comisión Séptima de la Cámara. La iniciativa del senador liberal Guillermo García, incluyó que también sean eliminadas otras actividades como la riña de gallos, el coleo y las corralejas.
En diciembre de 1997, a partir de una protesta realizada por más de 200 personas provenientes de diversas entidades animalistas, estudiantes universitarios y ciudadanos que rechazaban este tipo de espectáculo nace el Movimiento Antitaurino de Colombia M.A.C empezando con esto un fuerte activismo en la defensa de toro. Para el año 1999, en el mes de junio el MAC realiza con el apoyo de WSPA y HSI el 1.er Congreso Nacional Antitaurino, el primero de su género en realizarse en Sudamérica; dicho evento contó con asistencia de diversas entidades a nivel nacional como Pazanimal, ADA Bogotá, Kwika y Manolo Toro entre otros, así como participantes de otros países (AEDA Ecuador, ASOPRANI Venezuela, Partido Verde y Ecologista México, WSPA Costa Rica).
En el año 2000 el M.A.C se convierte en la primera Entidad Antitaurina a nivel mundial en realizar manifestaciones pacíficas y silenciosas; exitosa estrategia que con el transcurrir de los años le ha permitido poner en jaque a la plaza de toros de Cañaveralejo, lo que se ha reflejado en un descenso paulatino de la venta de abonos, crisis que la empresa taurina pretende disfrazar con argumentos netamente financieros y de litigios internos de la plaza de Cañaveralejo en Cali lo que si es ineludible es la estrategia que ha generado dicha empresa para no colapsar, por medio de la reducción de precios y el obsequio masivo de pases de cortesía, intentando evitar así, un efecto dominó en el público que aún asiste a la plaza.
En el año 2012 el alcalde de Bogotá Gustavo Petro anunció entrar en diálogo con la comunidad capitalina para prohibir la tauromaquia en la ciudad y darle a la Plaza de toros de Santamaría un uso distinto, además de negar recursos de empresas públicas para tales fiestas. tres años después se convocó a una consulta popular para definir el futuro de la tauromaquía. En 2017 su sucesor Enrique Peñalosa volvió a habilitar las corridas de toros por orden de la Corte Constitucional,[cita requerida] al tiempo que restringió las manifestaciones cerca de la plaza taurina debido a desmanes ocurridos.
El 10 de julio de 2020, el consejo de Bogotá aprobó un proyecto que busca desincentivar las corridas de toros, disminuyendo las fechas de las corridas, aumentando los impuestos a quienes las organizan, prohibiendo el uso de instrumentos cortopunzantes, la obligación de los empresarios de informar sobre el sufrimiento del animal y prohibiendo la muerte de este durante la corrida. Esta nueva normativa se suma a la ya aprobada por la ciudad de Medellín que el 28 de enero de 2020 que prohíbe las corridas de toros hasta el diciembre de 2023, periodo en que estará al mando de la ciudad el alcalde Daniel Quintero.En 2024 con el auspicio del Presidente Gustavo Petro se impulzó una ley estableciendo la prohibición de espectáculos taurinos e incrementando la protección  animal. Finalmente el 27 de mayo se aprueba la prohibición definitiva de la tauromaquia en Colombia.

#### México

Leyes sobre la tauromaquia en todo el mundo.
Prohibición nacional de la tauromaquia
Prohibición nacional de la tauromaquia, pero algunas tradiciones locales designadas están exentas
Algunas prohibiciones subnacionales en la tauromaquia
Tauromaquia sin matanza en la plaza es legal (estilo portugués o 'incruento')
Tauromaquia con matanza en la plaza es legal (estilo español)
Sin datos

La tauromaquía se encuentra prohibida en los estados de Sonora y Guerrero. Según una encuesta del año 2009, el 88% de la población mexicana se manifestó contra el apoyo gubernamental a las corridas de toros, mientras otras encuestas llevadas a cabo por medios de comunicación hablan así mismo de que más de un 40% de la población apoyaría la prohibición de las corridas de toros. En 2010 el 73% de los mexicanos dijo que las corridas de toros no eran de su agrado. En cuanto a la prohibición de las corridas de toros, el 57% dijo estar a favor, 26% en contra y 16% no sabía. Cada año mueren alrededor de 230 toros en México. En México, nueve estados han declarado la tauromaquia como Patrimonio Cultural Inmaterial, de los cuales cuatro pertenecen a la zona del Bajío, Aguascalientes, Querétaro, Guanajuato y Zacatecas, además de Tlaxcala, Hidalgo, Colima, Nayarit y Nuevo León.
Desde 2007 las ONG asisten cada 5 de febrero al aniversario de la Plaza de Toros de México. La valla hecha alrededor del lugar reunió el primer año a 300 personas. Para 2010 había acumulado a 1200 personas.
Tras varias protestas como la que protagonizaron unos 500 antitaurinos frente al Palacio de Bellas artes de México D.F., formando la palabra "basta" con sus cuerpos, la polémica llegó a su punto álgido a comienzos de octubre de 2011, con la presentación de varias iniciativas legislativas por parte de varios diputados con el objetivo de prohibir las corridas de toros en México D.F.. en el ayuntamiento de Pátzcuaro.
El 3 de mayo de 2013, en el estado mexicano de Sonora fueron prohibidas las corridas de toros, propuesta promovida por grupos ambientalistas y diversos líderes políticos al interior del congreso del estado que prohíben todo tipo de entretenimiento con animales, salvo las peleas de gallos que si existen en Sonora y las permite el estado, convirtiéndose en el primer estado mexicano en prohibir las corridas de toros. Cabe mencionar que el Estado mexicano de Sonora no ha contado con infraestructura taurina (Plazas Monumentales de primera categoría, ni Plazas de segunda categoría) para la celebración de corridas de toros desde hace muchos años ni hay toreros sonorenses, siendo por ello uno de los estados con menor importancia taurina del país. 
El estado de Guerrero se convirtió durante 2014 en la segunda entidad de la República Mexicana que prohíbe las corridas de toros, luego de Sonora. A mayo de 2015 se está tramitando en el estado de Baja California una ley para prohibir la tauromaquia. Un mes después el estado de Coahuila también prohibió la tauromaquia.
El de 26 de mayo de 2022 se suspendieron las corridas de toros en la Ciudad de México, afectado a Plaza México, la más grande del mundo, otorgada por un juez de Ciudad de México en una iniciativa de la asociación Justicia Justa. El empresario de la plaza indicó que emprenderá las acciones judiciales que sean pertinentes, ya que la ley para la Celebración de Espectáculos Públicos de Ciudad de México está en vigor y permite los espectáculos taurinos.

#### Ecuador
El Presidente de Ecuador, Rafael Correa convocó en mayo de 2011 una consulta popular en la que se incluía una pregunta relativa a la prohibición de matar animales en espectáculos públicos. Según el escrutinio del Consejo Nacional Electoral la prohibición de la habría contado con el apoyo del 61,2% de los ecuatorianos. Sin embargo, el espectáculo con toros podrá seguir celebrándose si se respeta la vida del toro. Como resultado de dicha consulta, 129 cantones prohibieron la muerte de toros y otros animales en espectáculos mientras que 95 cantones seguirán celebrando dichos espectáculos. La capital del país, Quito, votó a favor de la prohibición, así que a partir de entonces las corridas de la Feria de Jesús del Gran Poder (una de las más importantes de Hispanoamérica) se seguirán llevando a cabo, pero ahora sin que tenga lugar la muerte del animal en el ruedo. 2011 fue el último año de la Feria de Quito "Jesús del Gran Poder", la más grande en Ecuador, ya que la empresa propietaria de la plaza de toros de Quito dejó de organizar los festejos ante el desinterés del público por la prohibición de matar al toro en el ruedo. La organización Diabluma que es de izquierda y antitaurina festejó la suspensión y procura acabar con toda la actividad taurina del país.
Varias son las organizaciones de protección y defensa de los derechos de los animales que, según la región o ciudad, lideran el movimiento antitaurino, como PAE, Anima Naturalis, Pro Anima y Defensa de la Vida Animal ec. Estas, junto a otras organizaciones sociales, ambientales y ecológicas organizan manifestaciones, foros y eventos antes y durante las ferias taurinas. En ellas, buscan concienciar al público sobre el maltrato recibido por los toros en las corridas en pro de su abolición.
En 2008, una encuesta efectuada en Quito por Cedatos Gallup reveló que el 74% de los habitantes de esta ciudad no gusta de las corridas de toros, mientras que el 63% opina que deberían prohibirse. En otras ciudades del país como Guayaquil, las manifestaciones antitaurinas han alcanzado mayor significación, habiendo incluso llevado al fracaso la instauración de ferias taurinas en dicha ciudad.[cita requerida]. Otra encuesta realizada en 2009 a nivel nacional muestra que el 91% de la población opina que tanto los toros como los caballos son maltratados en las corridas, y el 68% de la población está a favor de la prohibición.

#### Venezuela

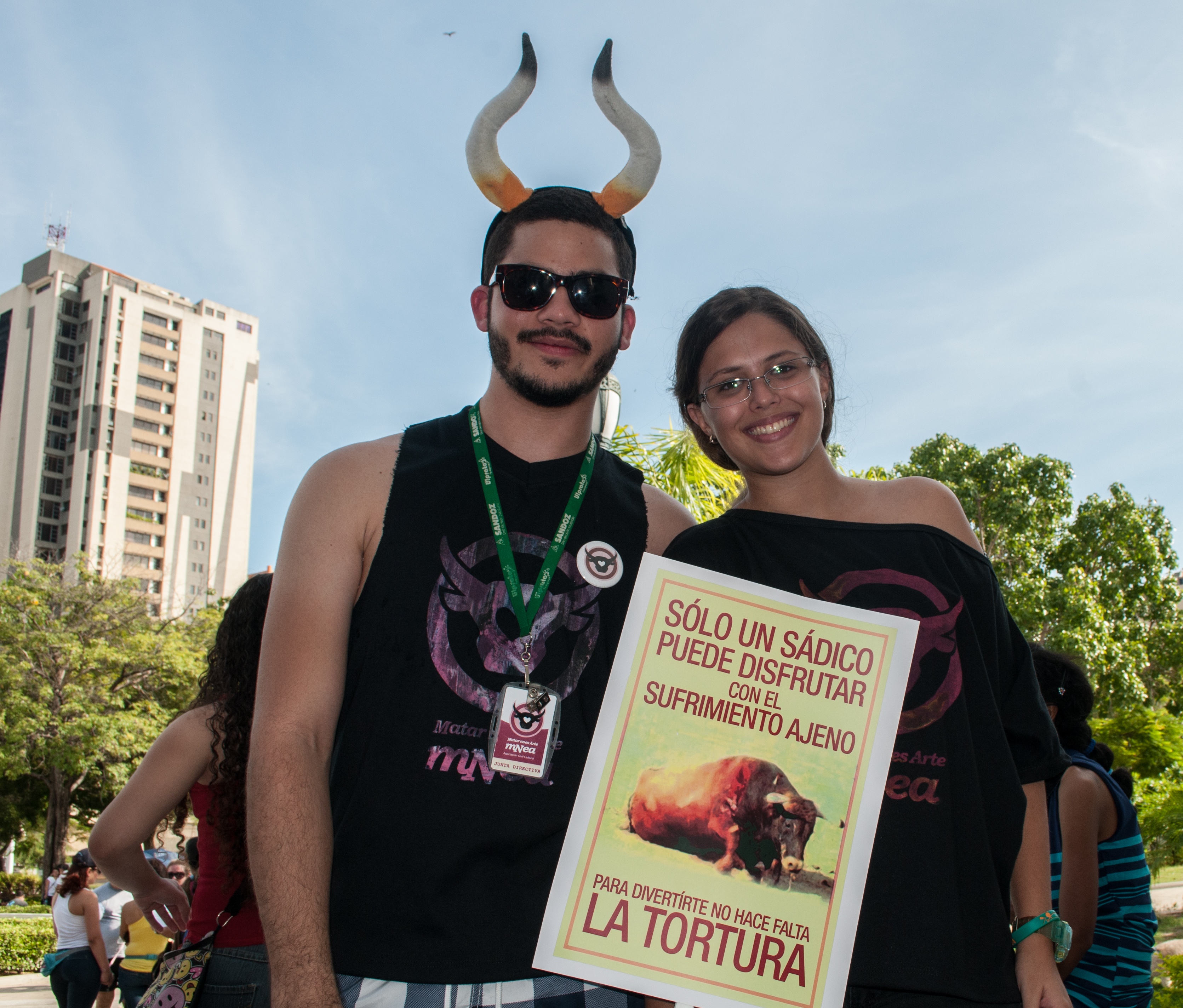
Caminata anual en favor de los animales, Maracaibo, 2012

Municipios donde se ha prohibido la tauromaquia en Venezuela

En Venezuela el movimiento en contra de la tauromaquia tiene aproximadamente 20 años, es llevado por varios y diversos colectivos como por ejemplo, NAC, AnimaNaturalis, Frente Antitaurino, Movimiento Anticorridas, Matar no es Arte entre otros. Cabe destacar que en 2010 fueron declarados dos municipios oficialmente como territorios libres de corridas, el Hatillo en el distrito capital, y el Municipio de Valera en el estado Trujillo. El 9 de septiembre de 2012 se oficializó la eliminación de dos de las 4 corridas de toros de la ciudad de Maracaibo, alejando la tauromaquia de las fiestas patronales de dicha ciudad. Desde 2013 la tauromaquia ha sido prohibida en San Felipe, capital del Estado Yaracuy.
En 2015 el Defensor del Pueblo de Venezuela, Tarek William Saab, comenzó a redactar un anteproyecto de ley que prohibiría las corridas de toros en el país. argumentó que "aclamar la muerte de un ser vivo desde las gradas de los estadios es apología del crimen". El Tribunal Supremo prohibió el ingreso de niños, niñas y adolescentes a corridas de toros, para preservar su integridad física, el mismo año. La Feria de San Felipe, en la capital del estado de Yaracuy, considerada un bastión importante de la tauromaquia fue prohibida recientemente. En 2017 a menos de una semana de haber sido juramentado como alcalde, Willy Casanova cumplió su promesa electoral y promulgó la Prohibición de Actividad Taurina en el municipio Maracaibo. De esta manera Maracaibo se unió a la lista de municipios antitaurinos de Venezuela: Carrizal (estado Miranda), Caracas, Cabimas (estado Zulia), El Hatillo, Sucre, Baruta y Chacao (estado Miranda), Valera (estado Trujillo) y San Felipe (estado Yaracuy).

#### Otros países
En las regiones de Centroamérica y del Cono Sur las corridas de toros nunca han gozado de una gran popularidad, y han sido sustituidas por otros espectáculos taurinos cercanos al rodeo tales como el "rodeo chileno" o los "toros a la tica".
En Chile las corridas de toro se practicaron durante todo el periodo colonial, sin embargo, ya posterior a la independencia del país, bajo el gobierno de Ramón Freire, el 15 de septiembre de 1823 Chile se convirtió en el primer país de Iberoamérica en prohibir las corridas de toro por ley por considerarlas "incivilizadas", esto a raíz de una moción presentada por Bernardo O´Higgins al congreso. En los últimos años han surgido manifestaciones en contra del rodeo chileno, por considerarlo también un acto de crueldad.
En Argentina las corridas perdieron gran parte de su popularidad tras la independencia, en 1816, y fue finalmente abolida por Ley 25 de julio de 1891. .
En Uruguay se introdujeron las corridas en 1776 de mano de los españoles y se continuaron practicando hasta que fueron abolidas en febrero de 1912.
En Cuba el toreo fue corriente mientras fue parte de España, pero esta práctica fue abolida por las autoridades militares de Estados Unidos el 10 de octubre de 1899, poco antes de la proclamación de independencia de la isla.
Nicaragua las prohibió a finales de 2010 mediante la Ley de Bienestar Animal.
Panamá las prohibió en 2012 mediante la Ley de protección a los animales domésticos.
En Costa Rica la ley prohíbe el sacrificio de toros y otros animales en espectáculos públicos o privados. El Frente de Resistencia Animal y de La Tierra (F.R.A.T) son los colectivo que han impulsado la antitauromaquia.

## Críticas a la antitauromaquia

### Cuidado
Defensores del toreo, como el catedrático Andrés Amorós, argumentan que del toro: «nadie admira más su belleza, nadie exige con más vehemencia su integridad y se indigna con mayor furia ante cualquier maltrato, desprecio o manipulación fraudulenta.» También se ha señalado que un toro de lidia tendría una vida igual o mejor que la de un toro de granja, aunque los antitaurinos niegan rotundamente la pretendida buena vida de los toros para lidia.

### Continuidad de raza
Los defensores del toreo afirman que el toro de lidia no existiría en esta época actual si no fuera por las corridas de toros, y que se trata de descendientes del toro ascentral, el uro. Los opositores argumentan que los toros bravos no constituyen por sí mismos ninguna raza y que, en cualquier caso, es al contrario: las corridas existen porque los toros bravos ya existían. También alegan que esta raza concreta puede ser protegida sin la necesidad de criarla para ese destino.